# 斯洛博達-內貝利夫斯卡
48°49′39″N 24°15′44″E / 48.82750°N 24.26222°E
斯洛博達-內貝利夫斯卡（羅馬化：Sloboda-Nebylivska）是烏克蘭西部的村莊，隸屬伊萬諾-弗蘭科夫斯克州的卡盧什區。該村始建於1546年，面積20平方公里，2001年人口424，人口密度每平方公里21.2人。